# Tuna-Attmars församling
Tuna-Attmars församling är en församling i Medelpads södra pastorat i Medelpads kontrakt i Härnösands stift. Församlingen ligger i Sundsvalls kommun i Västernorrlands län, Medelpad.

## Administrativ historik
Församlingen bildades 2016 genom sammanläggning av Tuna och Attmars församling och utgjorde därefter till 2025 ett eget pastorat. 1 januari 2025 blev församlingen en del av Medelpads södra pastorat.

## Kyrkor
- Tuna kyrka
- Attmars kyrka
- Tuna lillkyrka